# George D. Vernescu
George D. Vernescu (n. 1 iulie 1829, București – d. 3 iulie 1900, București) a fost un jurist și om politic român. De-a lungul timpului a ocupat funcții precum cele de ministru de finanțe și de interne al României.

## Galerie de imagini

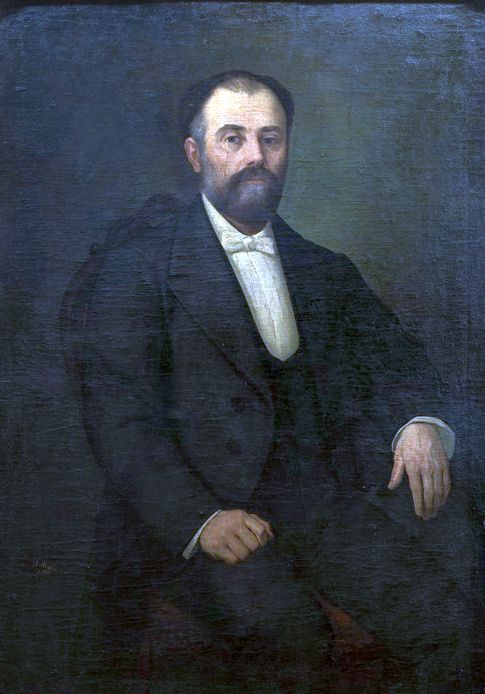
portretul lui Vernescu - realizat de Sava Henția
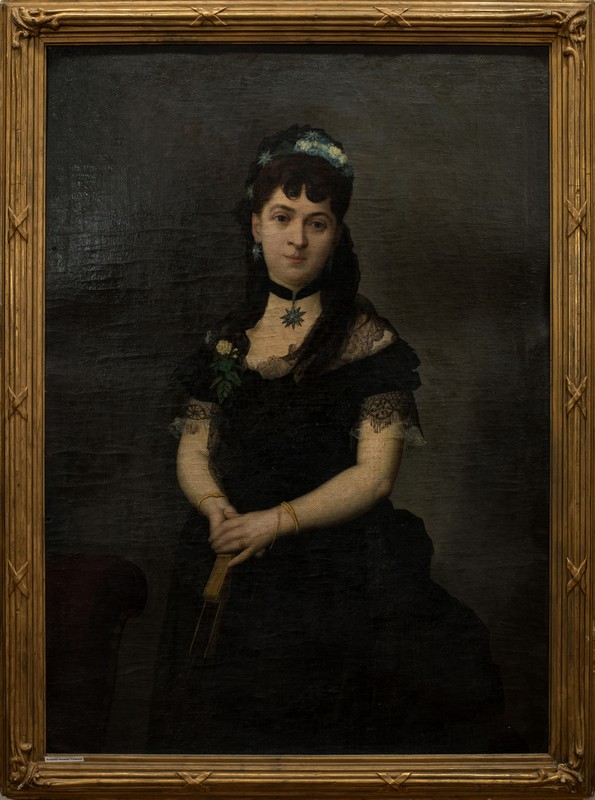
portretul soției lui Vernescu, Ecaterina - realizat de Sava Henția